# Мудров, Алексей Юрьевич
Алексе́й Ю́рьевич Мудров (род. 1986) — российский искусствовед, действительный член Российской академии художеств по Отделению искусствознания и художественной критики (2025, член-корреспондент с 2018).

## Биография
Родился 21 февраля 1986 года.
Окончил Петербургский художественно-реставрационный лицей по специальности художник-реставратор (2001—2004); Масариков университет (Чехия) по специальности Международные отношения (2004—2006); Санкт-Петербургский институт живописи, скульптуры и архитектуры им. И. Е. Репина по специальности искусствоведение (2004—2010); Российскую правовую академию Министерства Юстиции РФ по специальности юриспруденция (2010—2014); Высшую школу экономики в Санкт-Петербурге по направлению государственные и муниципальные закупки (2017); Высшую школу экономики в Санкт-Петербурге по программе «Executive Master in Management — Руководитель предприятия» (2020).
Работал в Фонде по содействию развитию культуры и искусств, в Санкт-Петербурге (2004—2007); художником-реставратором мебели; был специалистом по экспозиционной работе и специалистом по выставочной работе ФГБУК «Всероссийский музей А. С. Пушкина» (2004—2012 гг.); старшим государственным инспектором, консультантом контрольно-аналитического отдела Управления Министерства культуры РФ по СЗФО (2012—2014); специалистом по организационно-правовой работе, начальником Правового отдела ФГБУК «Всероссийский музей А. С. Пушкина» (2014—2017 гг.); директором ФГБУК «Научно-исследовательский музей при Российской академии художеств» (2018); директором департамента музеев Министерства культуры РФ (2020).
Курировал ряд выставочных проектов, является автором научных работ.
Член Совета Всероссийского общества охраны памятников истории и культуры (2013), член Президиума ИКОМ ЮНЕСКО (2019). Советник государственной гражданской службы Российской Федерации 3 класса (2011). Действительный член Императорского Православного Палестинского Общества (2022).
Живёт и работает в Санкт-Петербурге.